# Nuschuri

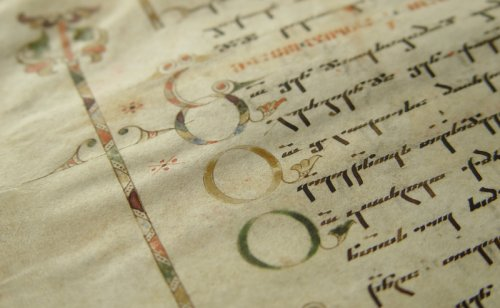
Nuschuri-Handschrift aus dem 10. Jahrhundert mit Initialen aus Assomtawruli-Lettern am Satzbeginn.

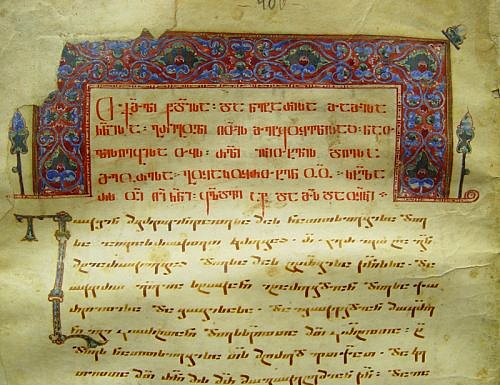
Nuschuri-Handschrift aus dem 11. Jahrhundert. Initialen und Titel sind mit Assomtawruli geschrieben

Nuschuri (Aussprache: [nʊsχʊrɪ] Nus-chu-ri mit ch=[⁠⁠χ⁠]⁠; georgisch ნუსხური, in Nuschuri ⴌⴓⴑⴞⴓⴐⴈ) ist eine Art der georgischen Schrift. Es wird als zweite Entwicklungsstufe des georgischen Alphabets angesehen, die unmittelbar aus der ältesten Variante der georgischen Schrift Assomtawruli entwickelt wurde. Die Assomtawruli-Schrift diente als Großbuchstaben für die mit Nuschuri geschriebenen Texten. Aus diesem Grund wird Nuschuri von einigen georgischen Paläografen nicht als unabhängige Schriftart, sondern als Teil der Chuzuri-Schrift betrachtet, die die beiden ersten Stufen der georgischen Schrift als Groß- und Kleinbuchstaben umfasst.
Das Wort Nuschuri ist mit dem georgischen Wort ნუსხა Nuscha verbunden, das seinerseits aus dem arabischen Wort نسخ / Nasḫ stammt. Nach dem Wörterbuch des georgischen Schriftstellers Sulchan-Saba Orbeliani bedeutet das Wort Nuscha georgisch ‚schnell geschrieben‘. Außer dem Namen hat Nuschuri keine Gemeinsamkeit mit der arabischen Naschī-Schrift.
Für Nuschuri ist die unterschiedliche Höhe der Buchstaben, eckige Formen und Neigung nach Rechts charakteristisch. Wegen der besonderen Formen der Buchstaben ist es möglich, sie gebunden oder nicht gebunden zu schreiben. Es gibt auch die Tendenz, die komplexe Formen der Assomtawruli-Buchstaben zu vereinfachen. Durch die Verschmelzung der zwei Buchstaben (ო und ჳ) entstand im Nuschuri-Schrift ein neues Symbol ⴓ für den Laut /⁠ʊ⁠/. Dieses Symbol wurde nach und nach als unabhängiger Buchstabe entwickelt (in Mchedruli-Schrift hat er eine andere, aber auf der ursprünglichen basierende Form უ) und in die Buchstabenreihenfolge des georgischen Alphabets integriert.
Die ersten Belege der Nuschuri-Schrift stammen aus 9. Jahrhundert. Dabei wird die älteste Inschrift in der Ateni-Sioni-Kirche auf 835 datiert. Als Handschrift erscheint Nuschuri erstmals 864 im Manuskript Mrawaltawi von Sinai, wobei jedoch nur ein kleiner Teil in Nuschuri geschrieben wurde und der größte Teil noch mit Assomtawruli verfasst wurde. In den folgenden Jahrhunderten steigt die Anzahl der Handschriften, die mit Nuschuri geschrieben sind, zunehmend an. Im 12. Jahrhundert herrscht Nuschuri vor und die ältere Art der georgischen Schrift wurde von den georgischen Kalligrafen schon als „schwer zu lesen“ gewertet.
Trotz der verringerten Verwendung der Assomtawruli-Schrift, hat sie ihre Rolle nie vollständig verloren. So sind auch bei mit Nuschuri geschriebenen Handschriften die Initialen und die Titel immer mit Assomtawruli geschrieben. Auch für die epigraphischen Inschriften wurden meistens nicht Nuschuri, sondern Assomtawruli benutzt. Historische von Klerikern ausgestellte Dokumente und kirchliche Handschriften wurden meistens ebenfalls in Nuschuri geschrieben, wobei Laien eher die neuere Mchedruli-Schrift bevorzugten. Die Georgische Orthodoxe Apostelkirche verwendet für ihre liturgischen Bücher immer wieder Nuschuri-Schrift.